# Cophyla phyllodactyla
Cophyla phyllodactyla is een kikker uit de familie smalbekkikkers (Microhylidae). De soort werd voor het eerst wetenschappelijk beschreven door Oskar Boettger in 1880. De soort behoort tot het geslacht Cophyla.

## Leefgebied
De kikker is endemisch in Madagaskar. De soort komt voor in het noorden van het eiland en leeft op een hoogte van tot de 1100 meter boven zeeniveau. De soort komt ook voor op de eilanden Nosy Be en Nosy Komba.